# Валента, Иржи
Иржи Валента (чеш. Jiří Valenta; род. 14 февраля 1988, Чехословакия) — чешский футболист, полузащитник.

## Карьера
Иржи является воспитанником пражской «Славии». На профессиональном уровне стал выступать в 2006 году в составе чешского клуба «Яблонец». В 2010 году на правах аренды играл за «Словацко», в 2011 — за ФК «Сеница»; в 2012 году был арендован клубом «Виктория» Жижков. После окончания контракта с командой «Яблонец» перешёл в «Словацко», где выступал по 2016 год. В 2016 подписал однолетний контракт с ФК «Млада-Болеслав», а в 2017 стал игроком карагандинского «Шахтёра».